# سیارک ۱۲۵۴
سیارک ۱۲۵۴ (به انگلیسی: 1254 Erfordia، نامگذاری:1932JA) هزار و دویست و پنجاه و چهارمین سیارک کشف شده‌است که در ۱۰ مه ۱۹۳۲ کشف شد.
قدر مطلق سیارک برابر ۱۰٫۸۰ است.